# 히가시카와테촌
히가시카와테촌(東川手村)은 나가노현 히가시치쿠마군에 설치되었던 촌이다. 현재의 아즈미노시에 해당한다.